# Цмин тендровський
{{#ifeq:0|0|{{#if:Helichrysum tenderiense|{{#if:|[[]}}|[[]]}}}}
Цмин тендровський (Helichrysum tenderiense) — вид рослин із родини айстрових (Asteraceae).

## Середовище проживання
Країни проживання: Україна (Крим). Голотип виду зібрано: Херсонська обл., Голопристанський р-н, о-в Тендра, піщана літораль на березі Чорного моря, 29.06.1997, О. Уманець. 